# Rudolf Affemann
Rudolf Affemann (* 4. Januar 1928 in Frankfurt am Main; † 17. November 2018) war ein deutscher Arzt, Theologe und Psychotherapeut. 

## Leben
Affemann studierte parallel Evangelische Theologie und Medizin, außerdem Sozialwissenschaften und Pädagogik. Er promovierte zum Dr. theol. und Dr. med. und absolvierte eine Fachausbildung als analytischer Psychotherapeut. Ab 1956 praktizierte er in Stuttgart als Psychotherapeut. Ab 1979 war er Leiter des Instituts Mensch und Arbeitswelt in Baden-Baden, das heute in Ostfildern-Nellingen seinen Sitz hat. Er lehrte zudem an der Führungsakademie des Landes Baden-Württemberg. Er hat zahlreiche Bücher verfasst.

## Werke (Auswahl)
- Psychologie und Bibel. Eine Auseinandersetzung mit C. G. Jung. Klett, Stuttgart 1957.
- Geschlechtlichkeit. Geschlechtlichkeit und Geschlechtserziehung in der modernen Welt. Gütersloher Verlagshaus Mohn, Gütersloh 1970.
- Krank an der Gesellschaft. Symptome, Diagnose, Therapie. DVA, Stuttgart 1973.
- Lernziel Leben. Der Mensch als Mass der Schule. DVA, Stuttgart 1976.
- Woran können wir uns halten? Kompass durch der Konfliktfelder unserer Zeit. Herder, Freiburg im Breisgau 1980.
- Führen durch Persönlichkeit. Selbsterfahrungsgruppen berichten. Verlag Moderne Industrie, Landsberg am Lech 1983.
- Es gibt immer einen Weg. Aus der Sendereihe: Ratgeber Lebensfragen. Herder, Freiburg im Breisgau 1990.
- Made in Europe. Gestalten mit Führungskultur. Straube, Erlangen 1991.
- Mensch und Arbeitswelt. Gesammelte Vorträge und Aufsätze. Rosenberger Fachverlag, Leonberg 1995.
- Doppelgesicht USA : Erfahrungen und Ansichten eines Deutschen in Amerika. Rosenberger Fachverlag, Leonberg 2004.